# Ilfeld
Ilfeld is een ortsteil van de landgemeente Harztor in de Duitse deelstaat Thüringen. Tot 1 januari 2012 was Ilfeld een zelfstandige gemeente. Tot de voormalige gemeente Ilfeld behoorden ook de ortsteilen Wiegersdorf, Sophienhof en Netzkater.

## Partnersteden
- Wilrijk (België)